# Bodtjärnen (Sidensjö socken, Ångermanland, 701840-160664)
Bodtjärnen är en sjö i Örnsköldsviks kommun i Ångermanland och ingår i Ångermanälvens huvudavrinningsområde.